# Pedro Fernández de Castro Andrade e Portugal
Pedro Fernández de Castro Andrade e Portugal, nascido na Corunha em 19 de junho de 1524 e morreu em Madrid em 21 de agosto de 1590, foi o V conde de Lemos e um dos aristocratas mais importantes do reino da Galiza durante o século XVI.
Era o filho primogênito de Fernando Ruiz de Castro Osorio e Portugal, ao que sucedeu em 1575. Ostentou os títulos de V Conde de Lemos, II Marquês de Sarria, III conde de Vilalba e II conde de Andrade. Na sua pessoa estavam as Casas de Andrade e Lemos.
Teve vários filhos, entre eles Fernando Ruiz de Castro Andrade e Portugal.
Criado na corte do imperador Carlos V prestou grandes serviços militares à Filipe II durante a guerra com Portugal. Faleceu repentinamente aos 66 anos de idade.